# За Вонг Фу, хвала за све! Џули Њумар
За Вонг Фу, хвала за све! Џули Њумар (енгл. To Wong Foo, Thanks for Everything! Julie Newmar) америчка је друмска комедија из 1995. године. Режију потписује Бибан Кидрон, по сценарију Дагласа Картера Бина, док Весли Снајпс, Патрик Свејзи и Џон Легвизамо глуме три дрег краљице из Њујорка које крећу на путовање ка Лос Анђелесу. Наслов се односи на култну фотографију Џули Њумар са аутограмом коју носе са собом на путовању. Њумарова се такође лично појављује у филму.
Први је холивудски филм великог студија који се усредсређује на дрег краљице. Приказан је 8. септембра 1995. године, а две седмице заредом био је филм са највећом зарадом у Северној Америци. Добио је помешане рецензије критичара, уз критике усмерене према заплету и његовим познатим елементима, али су похваљене глуме Снајпса, Свејзија и Легвизама. Остварио је и успех у погледу награда, док је Свејзи номинован за Златни глобус за најбољег главног глумца у играном филму (мјузикл или комедија) а Легвизамо за Златни глобус за најбољег споредног глумца у играном филму.

## Радња
Након што Вида (Патрик Свејзи) и Ноксима (Весли Снајпс) победе у великом такмичењу дрег краљица и освоје пут у Холивуд, са собом ће повести и малду колегиницу Чи-Чи (Џон Легвизамо). Изнајмиће стари Кадилак и упутиће се у Лос Анђелес.

## Улоге
| Глумац          | Улога          |
| --------------- | -------------- |
| Весли Снајпс    | Ноксима Џексон |
| Патрик Свејзи   | Вида Боем      |
| Џон Легвизамо   | Чи-Чи Родригез |
| Стокард Ченинг  | Керол Ен       |
| Блајт Данер     | Беатрис        |
| Арлис Хауард    | Верџил         |
| Џејсон Лондон   | Боби Реј       |
| Крис Пен        | шериф Долард   |
| Мелинда Дилон   | Мерна          |
| Марселин Хјугот | Катина         |
| Мајк Хоџ        | Џими Џо        |
| Џејми Харолд    | Били Бад       |
| Бат Грант       | Лорета         |
| Алис Драмонд    | Клара          |
| Мајкл Вартан    | Томи           |
| Џенифер Милмор  | Боби Ли        |